# Cima Coppi

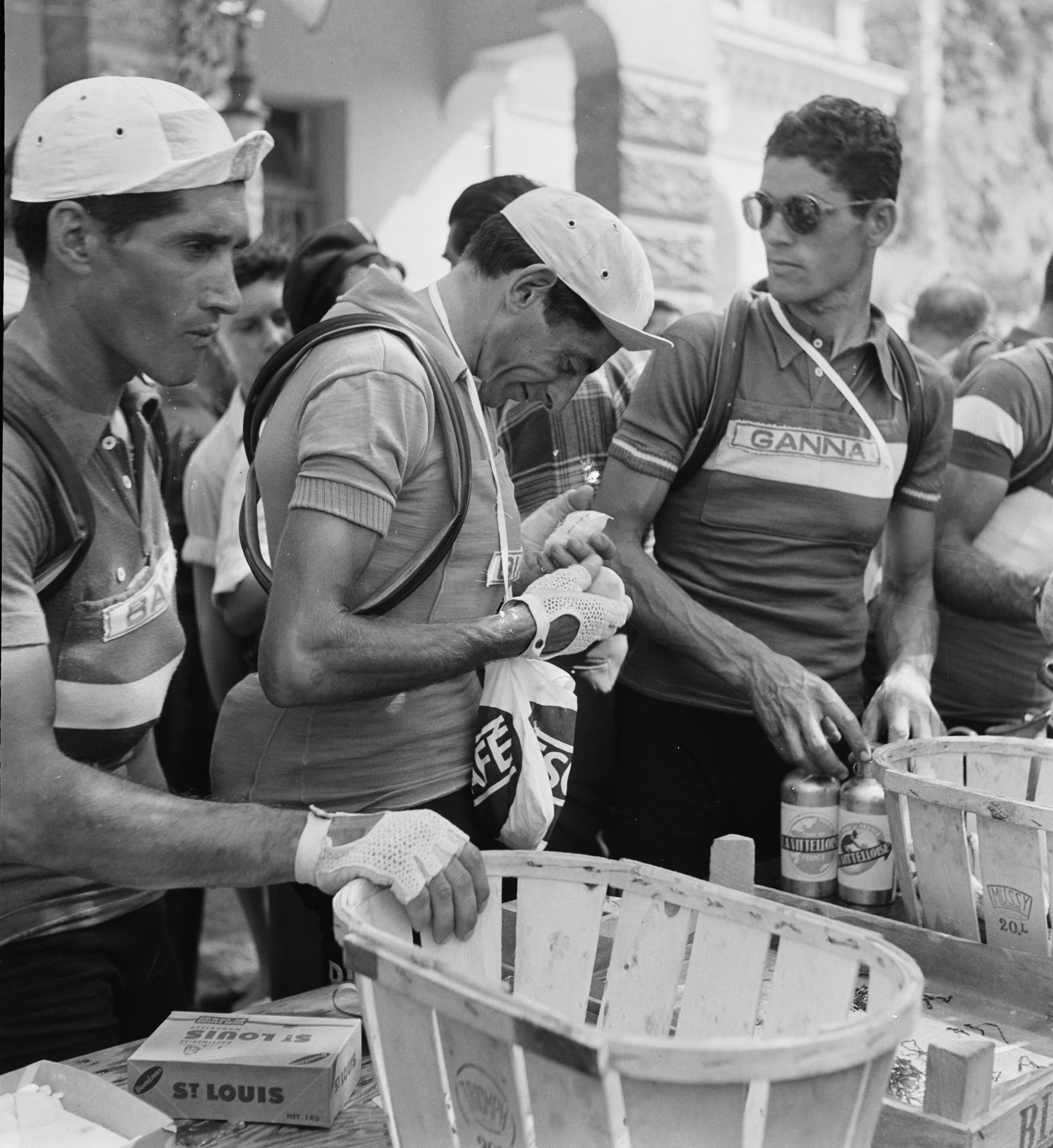
Fausto Coppi, 1952

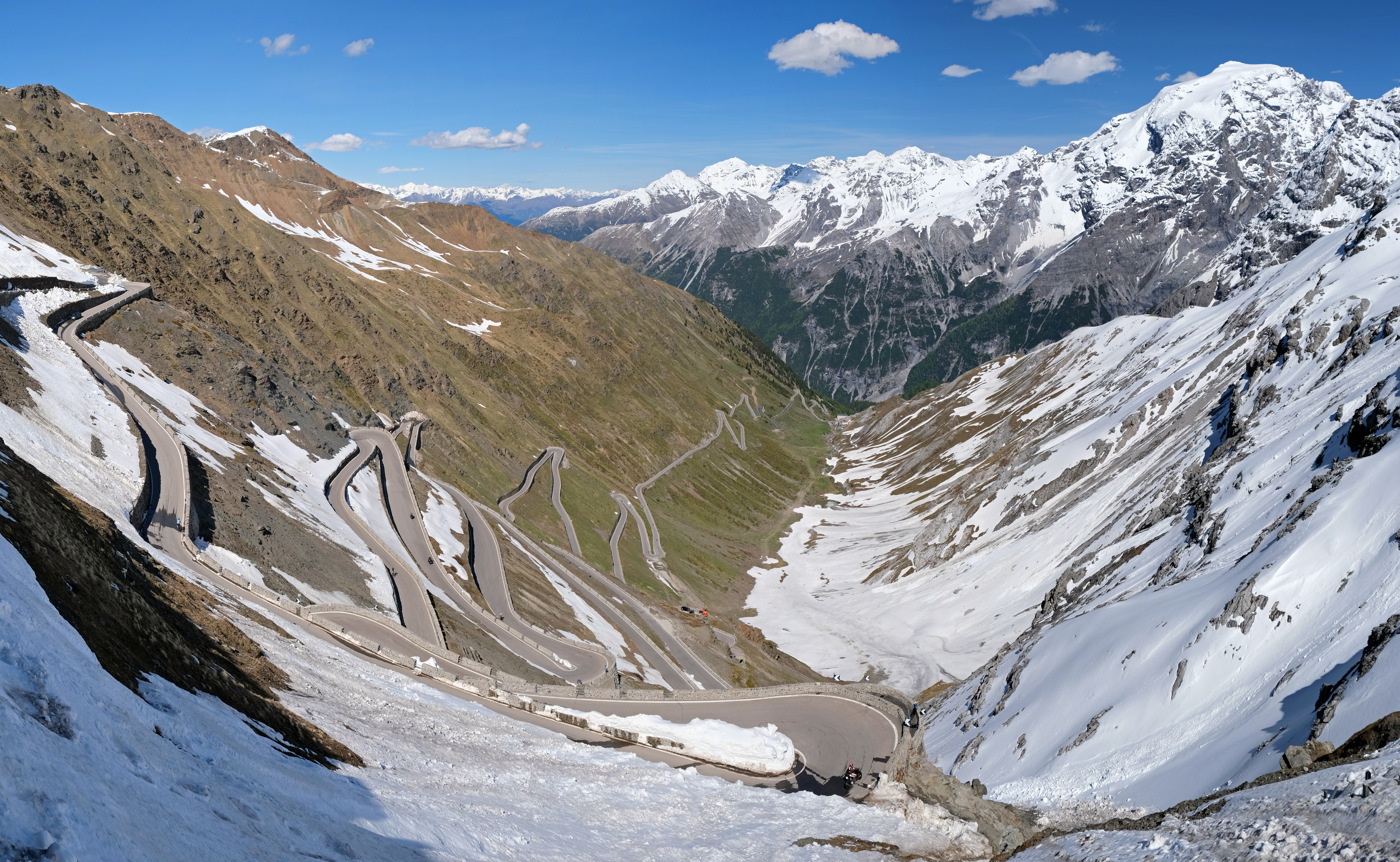
O col do Stelvio, mais elevada estrada nunca subida pelo Giro

A Cima Coppi, ou Cume Coppi, é o passo de montanha mais alto pelo que devem transitar os ciclistas durante a disputa da cada edição da Volta a Itália.
O mesmo foi instaurado em 1965 como homenagem ao falecido ciclista italiano Fausto Coppi, cinco anos depois do seu desaparecimento físico.
O cume muda ano a ano, dependendo da rota tomada na Volta a Itália, mas a Cume Coppi por excelência segue sendo o Passo Stelvio. Com seus 2758 msnm, é o ponto mais alto atingido na história o Giro. O Stelvio tem sido Cume Coppi nas edições de 1972, 1975, 1980, 1994, 2005, 2012 e 2014. Também esteve previsto em 1965, 1988 e 2013, mas no primeiro caso a subida finalizou a 800 metros da cimeira devido a deslizamentos de terra, enquanto os outros dois não se levaram a cabo devido ao mau tempo.
Outras cancelamentos foram para o Passo Gavia em 1989 por mau tempo e o Passo do Agnello em 1995 por deslizamentos. Em 2001 não se subiu ao Colle Fauniera por um protesto de corredores e em 2009 a Cume Coppi inicialmente estaria em Majella a 2068 m, mas devido a uma mudança de rota foi em Sestriere a 2035 metros de altitude.
A edição de 2014 teve a particularidade de que passou tanto pelo Gavia como pelo Stelvio na mesma etapa, encadeando uma subida com outra. Este percurso tinha estado previsto em edições anteriores da Volta (a última vez no ano anterior), mas nunca se tinha podido realizar devido às condições climáticas desfavoráveis ou perigosas.
A Cima Coppi, é o porto que outorga mais pontos para a classificação da montanha, recebendo quem passa primeiro pela sua cume 40 pontos (desde 2014), enquanto um porto de 1.ª categoria outorga 32.
| Ano  | Cima Coppi             | Altitude | Vencedor                        |
| ---- | ---------------------- | -------- | ------------------------------- |
| 1965 | Passo do Stelvio       | ≃2000 m  | Graziano Battistini             |
| 1966 | Passo Pordoi           | 2239 m   | Franco Bitossi                  |
| 1967 | Trê Cumes de Lavaredo  | 2320 m   | Felice Gimondi                  |
| 1968 | Três Cumes de Lavaredo | 2320 m   | Eddy Merckx                     |
| 1969 | Passo Sella            | 2214 m   | Claudio Michelotto              |
| 1970 | Passo Pordoi           | 2239 m   | Luciano Armani                  |
| 1971 | Grossglockner          | 2506 m   | Pierfranco Vianelli             |
| 1972 | Passo do Stelvio       | 2758 m   | José Manuel Fuente              |
| 1973 | Passo Giau             | 2236 m   | José Manuel Fuente              |
| 1974 | Três Cumes de Lavaredo | 2320 m   | José Manuel Fuente              |
| 1975 | Passo do Stelvio       | 2758 m   | Francisco Galdós                |
| 1976 | Paso Sella             | 2214 m   | Andrés Gandarias                |
| 1977 | Passo de Valparola     | 2192 m   | Faustino Fernández Ovies        |
| 1978 | Passo Valles           | 2032 m   | Gianbattista Baronchelli        |
| 1979 | Passo Pordoi           | 2239 m   | Leonardo Natale                 |
| 1980 | Passo do Stelvio       | 2758 m   | Jean-René Bernaudeau            |
| 1981 | Três Cumes de Lavaredo | 2320 m   | Beat Breu                       |
| 1982 | Col d'Izoard           | 2361 m   | Lucien Van Impe                 |
| 1983 | Passo Pordoi           | 2239 m   | Marino Lejarreta                |
| 1984 | Paso Pordoi            | 2239 m   | Laurent Fignon                  |
| 1985 | Passo de Simplón       | 2005 m   | Reynel Montoya                  |
| 1986 | Passo Pordoi           | 2239 m   | Pedro Muñoz Machín              |
| 1987 | Passo Pordoi           | 2239 m   | Jean-Claude Bagot               |
| 1990 | Passo Pordoi           | 2239 m   | Maurizio Vandelli Charly Mottet |
| 1991 | Passo Pordoi           | 2239 m   | Franco Vona Franco Chioccioli   |
| 1992 | Passo Pordoi           | 2239 m   | Claudio Chiappucci              |
| 1993 | Passo Pordoi           | 2239 m   | Miguel Indurain                 |
| 1994 | Passo do Stelvio       | 2758 m   | Franco Vona                     |
| 1996 | Passo Gavia            | 2621 m   | Hernán Buenahora                |
| 1997 | Passo Pordoi           | 2239 m   | José Jaime González             |
| 1998 | Passo Sella            | 2214 m   | Marco Pantani                   |
| 1999 | Passo Gavia            | 2621 m   | José Jaime González             |
| 2000 | Passo do Agnello       | 2744 m   | José Jaime González             |
| 2002 | Passo Pordoi           | 2239 m   | Julio Alberto Pérez Cuapio      |
| 2003 | Passo de Esischie      | 2366 m   | Freddy González                 |
| 2004 | Passo Gavia            | 2621 m   | Vladimir Miholjević             |
| 2005 | Passo do Stelvio       | 2758 m   | José Rujano                     |
| 2006 | Passo Gavia            | 2621 m   | Juan Manuel Gárate              |
| 2007 | Passo de Agnello       | 2744 m   | Yoann Le Boulanger              |
| 2008 | Passo Gavia            | 2621 m   | Julio Alberto Pérez Cuapio      |
| 2009 | Sestriere              | 2035 m   | Stefano Garzelli                |
| 2010 | Passo Gavia            | 2618 m   | Johann Tschopp                  |
| 2011 | Passo Giau             | 2236 m   | Stefano Garzelli                |
| 2012 | Passo do Stelvio       | 2758 m   | Thomas De Gendt                 |
| 2013 | Três Cumes de Lavaredo | 2304 m   | Vincenzo Nibali                 |
| 2014 | Passo do Stelvio       | 2758 m   | Dario Cataldo                   |
| 2015 | Passo Finestre         | 2178 m   | Mikel Landa                     |
| 2016 | Passo de Agnello       | 2744 m   | Michele Scarponi                |
| 2017 | Passo do Stelvio       | 2758 m   | Mikel Landa                     |
| 2018 | Passo Finestre         | 2178     | Chris Froome                    |
| 2019 | Passo Manghen          | 2 047 m  | Fausto Masnada                  |
| 2020 | Col do Stelvio         | 2 758 m  | Rohan Dennis                    |
| 2021 | Col de Giau            | 2 233 m  | Egan Bernal                     |